# 米兰达德亚桑
米兰达德亚桑，是西班牙卡斯蒂利亚-莱昂萨拉曼卡省的一个市镇。 总面积24平方公里，总人口343人（2001年），人口密度14人/平方公里。